# Evangelický kostel (Velim)
Evangelický kostel při farním sboru Českobratrské církve evangelické ve Velimi je trojlodní toleranční kostel, který vznikl v roce 1854 přestavbou původní modlitebny. Byl prohlášen kulturní památkou a je zapsán do Ústředního seznamu nemovitých kulturních památek ČR.

## Historie
První evangelická bohoslužba se konala ve Velimi 29. května 1783, pouhé dva roky po vydání tolerančního patentu císaře Josefa II. Dne 30. června 1784 obdrželi místní evangelíci od císaře svolení se stavbou modlitebny, která byla slavnostně otevřena již 24. října téhož roku. Vnitřní výzdoba ale byla dokončena až po roce 1800 za působení Mikuláše Toronaye.
Zároveň byly postaveny také v roce 1784 škola a v roce 1785 fara. Evangelický hřbitov byl založen roku 1821.
V roce 1854 byla modlitebna z iniciativy duchovního Jana Rumla zcela přestavěna do současné podoby podle staršího plánu z roku 1852 od pardubického architekta Ingena Gasznera. V roce 1930 byla opravena střecha věže (pobita měděným plechem) a současně byly upraveny fasády průčelí. V roce 1965 byla původní břidlicová střecha nahrazena taškami. V letech 1997–2003 proběhla generální oprava celého kostela.

## Popis
Kostel má tři lodě s půlkruhovým presbytářem do půle osmihranu v západní stěně. Hranolová věž je vysoká 30 metrů a jsou na ní hodiny s bicím zařízením. Lomená okna presbytáře jsou vyplněna skleněnými mozaikami. V interiéru se nachází mramorový stůl večeře Páně a kazatelna s lavicemi z doby kolem roku 1680, které byly v roce 1875 zakoupeny ze zrušeného kláštera Dominikánů na Malé Straně v Praze. Na kruchtě jsou varhany z roku 1866, které uváděl svou hrou pražský varhaník Josef Foerster, otec skladatele Josefa Bohuslava Foerstera.
V letech 1946–1950 zde působil jako kazatel Jiří Vojtěchovský, jehož matka pocházela z rodu velimských Sixtů, a který jako poslední mluvil s Dr. Miladou Horákovou jen několik hodin před její popravou.
Evangelický kostel ve Velimi spolu s farou, bývalou školou a hřbitovem tvoří specifický areál architektonického, kulturně-historického i urbanistického významu. Byl prohlášen kulturní památkou Ministerstvem kultury 8. října 2004 a je zapsán do Ústředního seznamu nemovitých kulturních památek ČR pod číslem 101224.
Bohoslužby se konají každou neděli v 10 hod., v zimních měsících ve faře.